# Gofri, a csodakutya
A Gofri, a csodakutya (eredeti cím: Waffle the Wonder Dog) 2018-ban indult angol televíziós filmsorozat, amely a Minimax első élőszereplős tévésorozata, ami valós díszletekkel készült. Az élőszereplős játékfilmsorozat rendezője Jack Jameson. A főszerepekben Angela Curran és James Merry láthatóak. A tévéfilmsorozat a Darrall Macqueen gyártásában készült, a CBeebies forgalmazásában jelent meg. Műfaja ifjúsági filmsorozat. Az Egyesült Királyságban 2018. február 26-ától a CBeebies vetíti, Magyarországon 2018. szeptember 3-ától a Minimax sugározza.

## Ismertető
A sorozat főhőse egy bájos kutya, aki egy zsemleszínű eb, és a neve Gofri. Brooklyn-Bellsék új házat vesznek maguknak, de még nem is tudnak róla, hogy az új házukban Gofri rejtőzik. A kutya hamar a család szívéhez nő. Az új házzal és az újdonsült kutyabaráttal számos új kalandban lesz a családnak része. Gofri már régóta arra vágyik, hogy megbarátkozzon a szomszéddal és a szomszéd macskájával. Gofri meg akarja magát kedveltetni, de több bűbájos képességere van szüksége. Gofriról az is kiderül, hogy beszélni is tud.

## Szereplők
| Szereplő         | Színész / Eredeti hang | Magyar hang       |
| ---------------- | ---------------------- | ----------------- |
| Gofri (Waffle)   | Rufus Hound            | Szalay Csongor    |
| Jess             | Andrea Valls           | Sági Tímea        |
| Simon            | James Merry            | Seder Gábor       |
| Doug             | Ellis-James Naylor     | Berecz Uwe        |
| Evie             | Tahliya Lowles         | Pekár Adrienn     |
| Mrs. Hobbs       | Angela Curran          | Farkasinszky Edit |
| Papa             |                        | Szabó Endre       |
| Gramps           | Paul Ryan              |                   |
| AJ               | Shyam Bhatt            | Nádasi Veronika   |
| Ali              | Husaam Ali Kiani       | Czető Ádám        |
| Charlie Anderson | Tom Roe                | Czető Ádám        |
| Kitten Neighbour | Charles M. Baker       |                   |
| Anaya            | Anjika Dyal            | Hermann Lilla     |
| Zoe Sutton       | Eloise Joseph          | Laurinyecz Réka   |
| Mr. Meagre       | Guy Burgess            | Papucsek Vilmos   |
| Mr. Willow       | Phil Nice              | Németh Gábor      |
| Berrington       |                        | Gulás Fanni       |
| O'Donell         |                        | Pál Tamás         |
| Rowan            | Dhirren Farmer         | Égner Milán       |
| Lady             |                        | Tóth Szilvia      |
| Connie Lester    | Susie Donkin           | Vámos Mónika      |
| Pickles          | Adam Longworth         |                   |
| Estate Agent     | Steve Such             |                   |
| Poppy Essam      | Indica Watson          |                   |

## Magyar változat
- Főcímdal: Seder Gábor és Csuha Bori
- Főcím: Zahorán Adrienne
- Magyar szöveg: Minya Ágnes (1–6., 15. részek), Hofer László (7–14. részek)
- Gyártásvezető: Terbócs Nóra
- Szinkronrendező: Johannis Vilmos
- Produkciós vezető: Kicska László
- A szinkront a Minimax megbízásából a Subway Stúdió készítette.

## Epizódok
| Évad | Évad | Epizódok | Eredeti sugárzás  | Eredeti sugárzás  | Magyar sugárzás      | Magyar sugárzás      |
| Évad | Évad | Epizódok | Évadpremier       | Évadfinálé        | Évadpremier          | Évadfinálé           |
| ---- | ---- | -------- | ----------------- | ----------------- | -------------------- | -------------------- |
|      | 1    | 15       | 2018. február 26. | 2018. március 16. | 2018. szeptember 3.  | 2018. szeptember 17. |
|      | 2    | 15       | 2018. július 2.   | 2018. július 20.  | 2019. szeptember 16. | 2019. szeptember 30. |

### 1. évad (2018)
| #   | #   | Eredeti cím                  | Magyar cím                 | Eredeti premier   | Magyar premier       |
| --- | --- | ---------------------------- | -------------------------- | ----------------- | -------------------- |
| 1.  | 1.  | Meeting Waffle               | Találkozás Gofrival        | 2018. február 26. | 2018. szeptember 3.  |
| 1.  | 1.  | Night Night Waffle           | Jó éjt Gofri               | 2018. február 27. | 2018. szeptember 3.  |
| 2.  | 2.  | Goodbye Waffle?              | Viszlát Gofri?             | 2018. február 28. | 2018. szeptember 4.  |
| 2.  | 2.  | Waffle Explores              | Gofri, a felfedező         | 2018. március 1.  | 2018. szeptember 4.  |
| 3.  | 3.  | Waffle Grows                 | Gofri megnő                | 2018. március 2.  | 2018. szeptember 5.  |
| 3.  | 3.  | Waffle's Paint Disaster      | Gofri festék katasztrófája | 2018. március 5.  | 2018. szeptember 5.  |
| 4.  | 4.  | Waffle Walkies               |                            | 2018. március 6.  | 2018. szeptember 6.  |
| 4.  | 4.  | Training Waffle              |                            | 2018. március 7.  | 2018. szeptember 6.  |
| 5.  | 5.  | Waffle and the Good Dog      |                            | 2018. március 8.  | 2018. szeptember 7.  |
| 5.  | 5.  | Waffle's Visit               |                            | 2018. március 9.  | 2018. szeptember 7.  |
| 6.  | 6.  | Waffle Misses Doug           |                            | 2018. március 12. | 2018. szeptember 8.  |
| 6.  | 6.  | Waffle's Day Out             |                            | 2018. március 13. | 2018. szeptember 8.  |
| 7.  | 7.  | Waffle's Doggy Buddies       | Gofri kutyapajtásai        | 2018. március 14. | 2018. szeptember 9.  |
| 7.  | 7.  | Waffle and George            | Gofri és George            | 2018. március 15. | 2018. szeptember 9.  |
| 8.  | 8.  | Waffle and the Swimming Pool | Gofri és az úszómedence    | 2018. március 16. | 2018. szeptember 10. |
| 8.  | 8.  | Waffle's Ball Pit Pond       | Gofri labdamedencéje       | 2018. július 2.   | 2018. szeptember 10. |
| 9.  | 9.  | Waffle is Unwell             | Gofri gyengélkedik         | 2018. július 3.   | 2018. szeptember 11. |
| 9.  | 9.  | Waffle and Kitten            | Gofri és a kiscica         | 2018. július 4.   | 2018. szeptember 11. |
| 10. | 10. | Waffle's Pet Party           | Gofri és a házikedvencek   | 2018. július 5.   | 2018. szeptember 12. |
| 10. | 10. | Waffle's Big Night In        | Gofri otthoni kiruccanása  | 2018. július      | 2018. szeptember 12. |
| 11. | 11. | Blockade Waffle              | Gofri barikádja            | TBA               |                      |
| 11. | 11. | Waffle & The Teacher         | Gofri és a tanár           | TBA               |                      |
| 12. | 12. | Waffle in the Shoe Shop      | Gofri a cipőboltban        | 2018. július 11.  |                      |
| 12. | 12. | Waffle and the tooth fairy   | Gofri és a fogtündér       | TBA               |                      |
| 13. | 13. | Moving Waffle                | Gofri költözködik          | 2018. július 17.  |                      |
| 13. | 13. | Waffle and the Fleas         | Gofri és a bolhák          | 2018. július 18.  |                      |
| 14. | 14. | Waffles Wonderful Art        | Gofri művésztehetség       | 2018. július 13.  |                      |
| 14. | 14. | Waffle Tries to Be Good      | Gofri jól viselkedik       | 2018. július 16.  |                      |
| 15. | 15. | Waffle's Sort of Birthday    | Gofri első szülinapja      | 2018. július 19.  |                      |
| 15. | 15. | Waffle So Far                | Gofri mostanáig            | 2018. július 20.  |                      |

### 2. évad (2018–2019)
| #   | #  | Eredeti cím              | Magyar cím            | Eredeti premier    | Magyar premier                                          |
| --- | -- | ------------------------ | --------------------- | ------------------ | ------------------------------------------------------- |
| 16. | 1. | Waffle's First Christmas | Gofri első karácsonya | 2018. december 20. | 2019. augusztus 27. (Youtube) 2019. szeptember 16. (TV) |
| 16. | 1. | Waffle at the Kennels    | Gofri a kennelben     | 2019. április 1.   | 2019. augusztus 27. (Youtube) 2019. szeptember 16. (TV) |
| 17. | 2. | Waffle the Guest         |                       | 2019. április 2.   | 2019. szeptember 17.                                    |
| 17. | 2. | The Legend of Sir Waffle |                       | 2019. április 3.   | 2019. szeptember 17.                                    |
| 18. | 3. | Waffle's School Walkies  |                       | 2019. április 4.   | 2019. szeptember 18.                                    |
| 18. | 3. | Waffle's Great Escape    |                       | 2019. április 5.   | 2019. szeptember 18.                                    |
| 19. | 4. | Waffle Needs Quiet Time  |                       | 2019. április 8.   | 2019. szeptember 19.                                    |
| 19. | 4. | Waffle's Playdate        |                       | 2019. április 9.   | 2019. szeptember 19.                                    |
| 20. | 5. | P.E. Waffle              |                       | 2019. április 10.  | 2019. szeptember 20.                                    |
| 20. | 5. | Waffle Learns to Read    |                       | 2019. április 11.  | 2019. szeptember 20.                                    |
| 21. | 6. | Waffle the Grand-dog     |                       | 2019. április 12.  | 2019. szeptember 21.                                    |
| 21. | 6. | TBA                      |                       | TBA                | 2019. szeptember 21.                                    |